# Pelargonium radens
Pelargonium radens és una espècie herbàcia perenne de la família de les Geraniaceae.

## Descripció

### Port
És un arbust dret i estretament ramificat que sol ser inferior a 1,5 m d'alçada. Les joves branques romanen herbàcies però es van convertint en llenyoses i primes a mesura que avancen amb l'edat. Aquestes branques estan també cobertes amb pèls rígids que les fan aspra al tacte.

### Fulles
Les fulles són extremadament dividides de forma triangular i són 30-50 x 30-60 mm. Les fulles tenen una olor acre quan estan masegats.

### Flors
Les flors són de color porpra a rosa amb profundes marques porpres en la part superior de dos pètals. Floreixen a partir d'agost a gener. Les llavors s'estableixen immediatament després del seu període de floració.

## Distribució i hàbitat
Pelargonium radens és una espècie nativa de Sud-àfrica on hi té un ampli rang de distribució. El gènere Pelargonium pertany a una gran família d' 11 gèneres i 800 espècies en el món tropical i subtropical i n'hi ha unes 270 espècies de Pelargonium al Sud, Est i Nord Est d'Àfrica, Àsia, Santa Helena, Tristan da Cunha, Madagascar, Austràlia i Nova Zelanda; d'aquesta quantitat, 219 espècies es troben al sud d'Àfrica. Creix cap al sud i l'est, prop de Barrydale cap a l'est a Engcobo. Es troba generalment en barrancs o escletxes prop de rierols o entre els arbustos en vessants.

## Ecologia
En aquest gènere, la llavor és una càpsula llarga i prima dehiscent, és a dir que s'obre pels costats quan s'asseca, i allibera les llavors. Cada llavor té una ploma llarga i prima en espiral. La llavor es dispersa pel vent. Una vegada que la llavor toca el terra humit, s'enterra i fa el seu camí cap a terra mitjançant l'ús de la cua com un trepant.

## Aspectes culturals i usos
És una de les plantes que pot hibridar amb P. capitatum per formar l'híbrid de gerani rosa amb aroma. Aquest híbrid és una de les moltes espècies que s'utilitzen per obtenir-ne olis essencials. El cultivar o varietat Rose es va pensar que era derivat de P. graveolens però més endavant es va observar que era origen de la hibridació entre P. capitatum i P. radens. Els components que li donen aquesta característica essència a roses són el citronelol, geraniol, linalol i nerol; presents en quantitats traça en P. radens i P. graveolens.

## Cultiu i ús
Les llavors o esqueixos poden ser utilitzats per a la propagació. Les estaques es poden prendre en qualsevol moment de l'any. Seleccioneu esqueixos de plantes sanes i vigoroses. Una hormona d'arrelament es pot aplicar per millorar el procés d'arrelament. Col·loqui les estaques en un recipient ple de sorra de riu. Mantingui esqueixos humits i col·locar-los ja sigui en un marc fred o un lloc amb llum solar adequada. Els talls prenen aproximadament 3 setmanes per acabar. Un cop arrelada, el tall pot ser trasplantat en un recipient ple d'una barreja de terra amb bon drenatge. Sembrar les llavors a la tardor o finals d'estiu. Separeu les llavors de manera uniforme sobre la superfície de la barreja de terra i cobrir amb una fina capa de sorra de riu. Col·loqui les llavors en la llum o a mitja ombra i aigua com si fos una fina rosada matinal. Les llavors germinen després d'aproximadament 2-3 setmanes.
Aquesta pelargonium creixerà bé en una rocalla. En un jardí que farà millor si es cultiva en condicions àrides similars al seu hàbitat natural. Ha de ser plantat amb altres plantes que no requereixen molta aigua. És ideal per a un jardí en estalvi d'aigua.

## Taxonomia
Pelargonium radens va ser descrita per L'Héritier de Brutelle, Charles Louis i publicada a Hortus Kewensis; or, a catalogue. .. 2: 426. 1789. (Hort. Kew.)

### Etimologia
- Pelargonium deriva el seu nom per la semblança de la forma de la fruita al pic d'una cigonya (Pelargos en grec). El nom específic radens es refereix a raspa o ràdula (Amèrica), es refereix a la semblança de les fulles a un ratllador. Es va introduir a Anglaterra el 1774. També es coneix com a Pelargonium multifid es refereix al nombre de lòbuls profundament dividits sobre les fulles.